# Matthew Parkhill
Matthew Parkhill est un réalisateur et producteur américain.

## Biographie
Matthew Parkhill réalise un premier long métrage, Attraction fatale, qui est récompensé par le Prix du public du Festival du cinéma américain de Deauville en 2003
Il travaille également pour la télévision, signant notamment la série télévisée Rogue diffusée à partir de 2013.

## Filmographie

### Réalisateur
- 2003 : Attraction fatale
- 2011 : The Caller